# Свети Йоан Предтеча Бонилски
„Свети Йоан Предтеча Бонилски“ (на гръцки: Παρεκκλήσιο Αγίου Ιωάννη Προδρόμου Μπονίλας или Μονή Αγίου Ιωάννη Προδρόμου Μπονίλας) е православна манастирска църква край град Янина, Гърция, част от диоцеза на Янинската епархия на Вселенската патриаршия, и е под управлението на Църквата на Гърция.

## Местоположение
Манастирът е разположен на 3 km южно от град Янина в основаното през 1924 година от бежанци от Понт и Мала Азия предградие Анатоли.

## История
Името Бонилски (τῆς Μπονίλας) идва от селището Бонила, съществувало край манастира до XIX век. Хълмът югозападно от църквата продължава да се казва Понила (Πονίλλα).
В 1799 година Франсоа Пуквил пише, че селото е българско:
| „ | Това село Бонила, което може да се сята като начало на градец, е отдалечено на един час от Янина... Населението на Бонила е изцяло българско; то се управява от един ага, назначаван и по-ставян там от Али паша. Повечето от тия злочести българи са били отделени заедно със семействата им от техните огнища от Али паша по време на похода му срещу Пазвантоглу. Докарани от студените планини на България в по-благ климат, те привикнали лека-полека на други навици, макар и да са запазили още своите обичаи и своя език. Между техните жени се срещат хубавици, чудни по благородство и миловидност, с каквито качества се отличават изобщо жените на тоя народ. Макар повечето отъ тия българи да говореха вече гръцки, основната част на населението ще запази завинаги своята особеност, която ще го отличава от албанеца. | “ |

В 1819 година Атанасиос Стагиритис описва в „Ипериотика или история и география на Епир“ манастира и добавя „жителите там са българи. Говорят също така и гръцки език“.
В Географията на Жан-Дени Барбие се споменава село Вонила, коетосъществува в 1839 година и се споменава на карта от 1804 година като Bonilla.
Манастирът в миналото е метох на „Света Марина“ в Янина (1791). Функционира като енорийски храм от 1930 година до 2000 година, когато е открита новата църква „Света София“.

## Описание
Църквата е трикорабна базилика.